# FlyMontserrat
FlyMontserrat (offiziell Montserrat Airways Limited) ist eine private Fluggesellschaft mit Sitz auf der Karibikinsel Montserrat. Der Heimatflughafen von FlyMontserrat ist der Flughafen John A. Osborne im Norden der Insel.

## Geschichte
Der Flugbetrieb wurde am 1. Dezember 2009 aufgenommen. FlyMontserrat wird von Pilot und Geschäftsführer Nigel Harris geleitet. Dieser war 1990 Gründer der bis 1996 bestehenden Montserrat Airways. Er gründete bereits 1983 seine erste eigene Fluggesellschaft. Die Flugzeugwartung wird durch ein zertifiziertes Unternehmen in Anguilla durchgeführt. Die Fluggesellschaft erfüllt alle Sicherheitsstandards der britischen Civil Aviation Authority.

## Flugziele
FlyMontserrat bietet täglich bis zu fünf Linienflüge nach Antigua, Barbuda und Nevis (Stand Oktober 2015) sowie Charterverbindungen innerhalb der Karibik an. Zudem werden Rettungsflüge durchgeführt.

## Flotte
Mit Stand April 2022 besteht die Flotte der FlyMontserrat aus drei Britten-Norman BN-2 Islander.

## Zwischenfälle
Am 7. Oktober 2012 stürzte eine BN-2 der Fluggesellschaft unmittelbar nach dem Start vom Flughafen VC Bird International ab. Die Maschine mit dem Luftfahrzeugkennzeichen VP-MON befand sich auf dem Weg zum Flughafen John A. Osborne. Von den vier Insassen überlebte lediglich einer der Passagiere das Unglück. Der Unfall wurde von der ECCAA unter Einbindung der AAIB untersucht. Hauptursache für den Unfall war Wasser im Treibstoffsystem, das zum Ausfall des rechten Triebwerks während der Startphase führte (siehe auch Flymontserrat-Flug 107).